# Karl Ferdinand von Königsegg-Erps
Karl Ferdinand von Königsegg-Erps (ur. 1 listopada 1696 w Wiedniu, zm. 20 grudnia 1759 tamże) – polityk austriacki z rodu Königsegg.
Był gubernatorem Niderlandów Austriackich od 16 marca 1743 do 8 stycznia 1744. 5 stycznia 1744 został odznaczony Orderem Złotego Runa.